# Steenmannetje

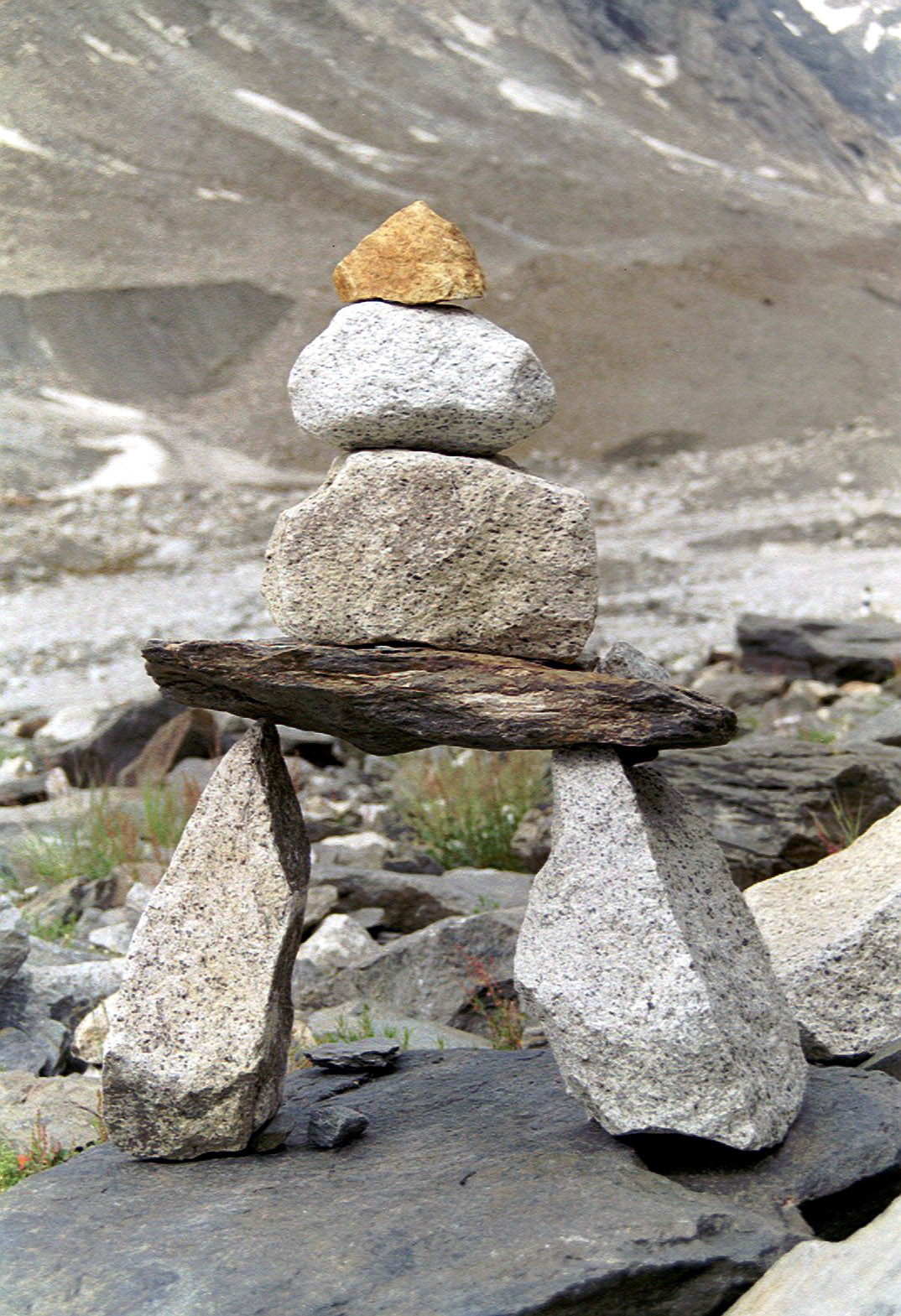
Een steenmannetje om het pad op een gletsjer te markeren.

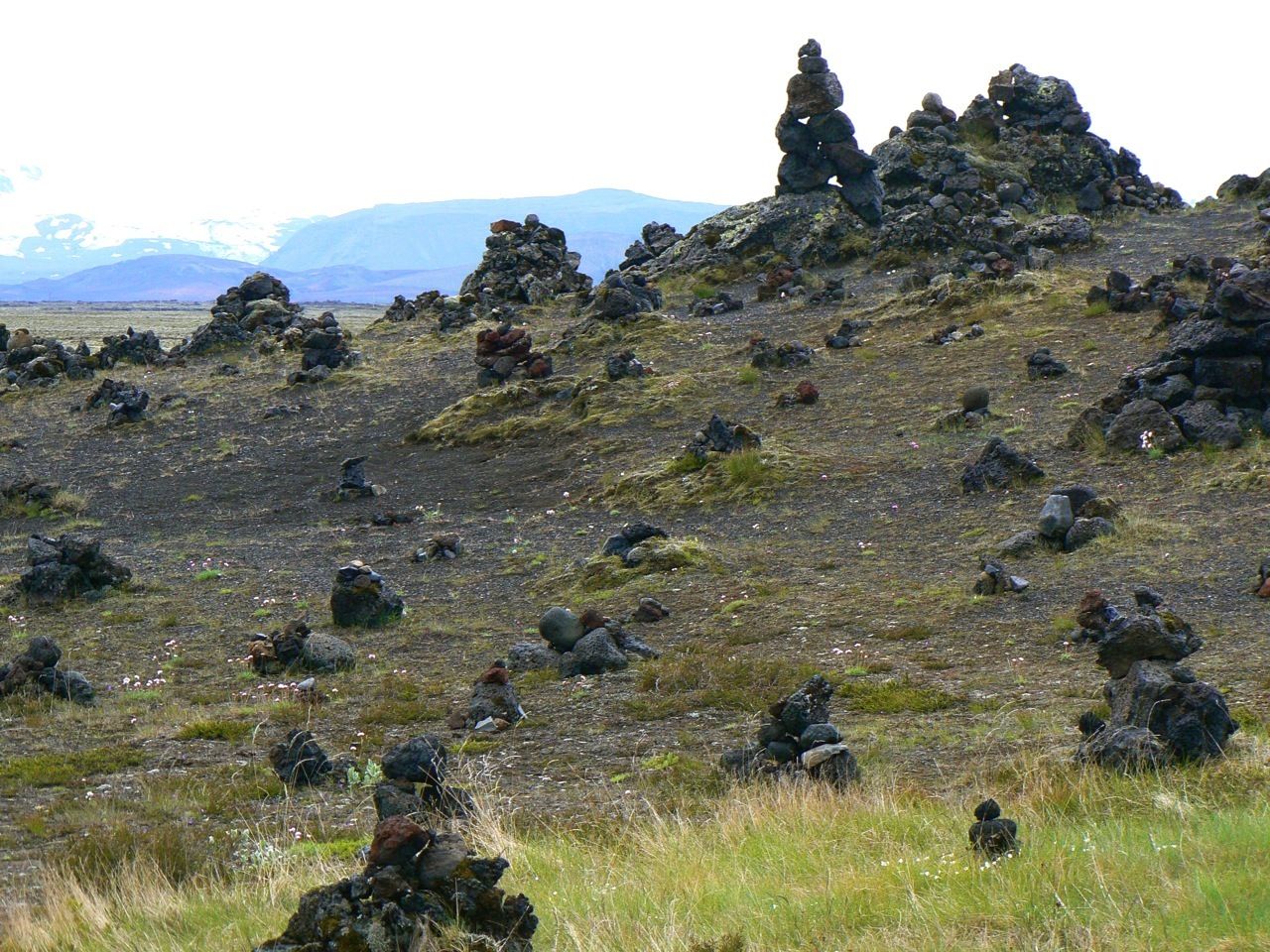
Het elfendorp Laufskálavarda in IJsland

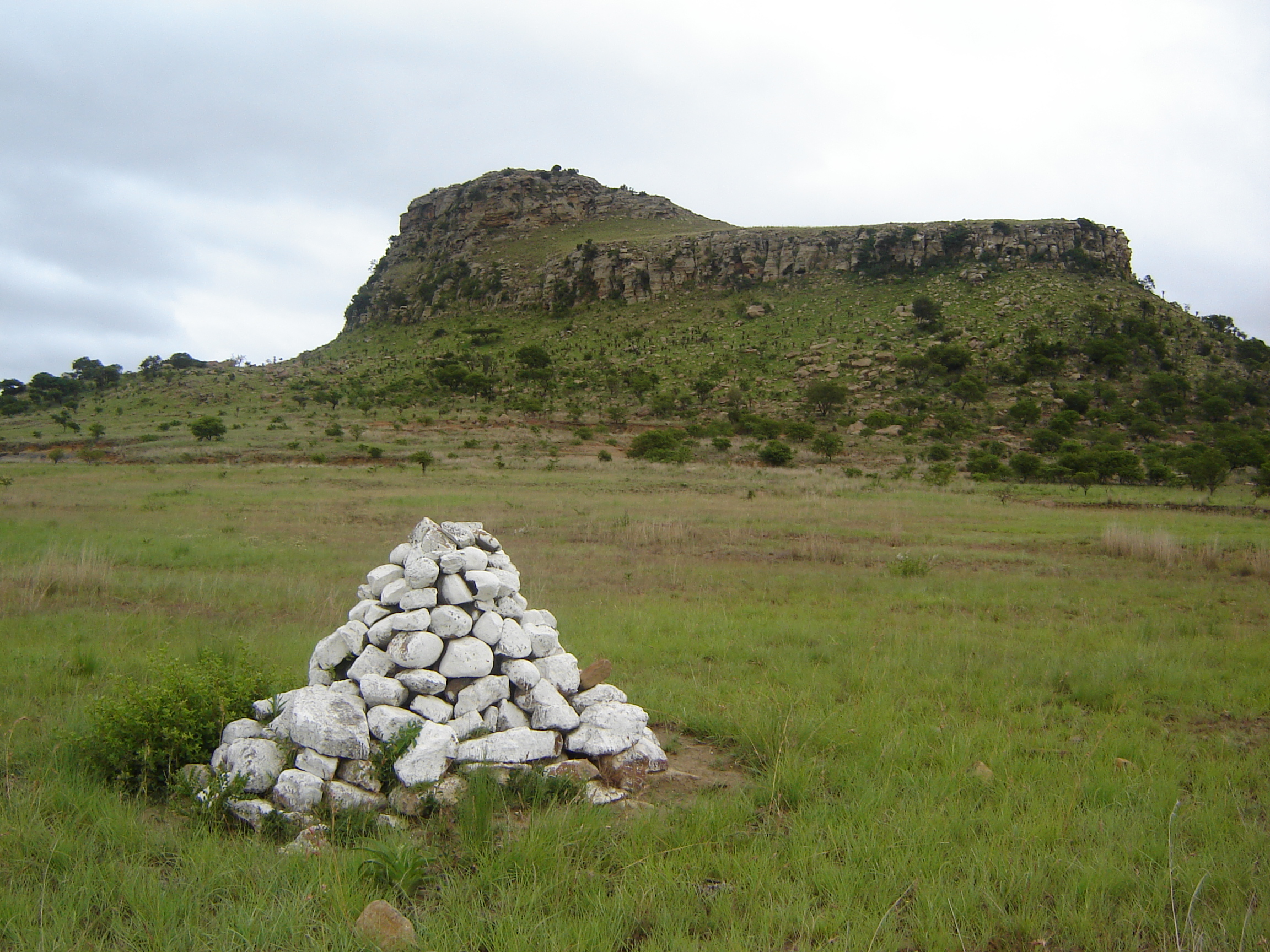
Cairn op een massagraf van Engelse soldaten uit de Slag bij Isandlwana, Zuid-Afrika

Een steenmannetje of steenman (ook wel aangeduid met het Engelse cairn) is een stapel van natuursteen. Steenmannetjes komen wereldwijd voor. Vaak komt de conische vorm voor, zoals een kegel, maar er komen ook andere vormen voor.

## Functie
Het woord voor een cairn is in de meeste Keltische talen die voorkomen op de Britse Eilanden hetzelfde, in het Schots cairn, in het Welsh carn (carnedd), in het Iers carn en in het Cornisch karn of carn. Cornwall (Kernow) kan zelfs genoemd zijn naar de vele cairns in het landschap.
Een steenmannetje wordt wel gebruikt om een pad of de top van een heuvel te markeren. In het verleden zouden reizigers die onherbergzame gebieden doorkruisten, de gewoonte hebben gehad om onderweg stenen op te rapen en toe te voegen aan het eerstkomende steenmannetje dat ze tegenkwamen. Vooral in het mistige klimaat van Engeland, Schotland, Wales of de hoogvlaktes in Scandinavië waar paden niet of nauwelijks zijn te herkennen zijn deze steenmannetjes bijzonder nuttig om de weg te kunnen vinden. Men loopt van het ene steenmannetje naar het volgende (zichtbare) steenmannetje. Ook in bergachtige gebieden worden steenmannetjes veel gebruikt.
In Schotland wordt een steen van de onderkant van een heuvel op de cairn op de top van die heuvel gelegd. In Schots-Gaelisch is een gelukwens: Cuiridh mi clach air do chàrn (ik zal een steen op jouw cairn leggen).
Soms worden cairns ook als verdedigingswerk gebruikt, zoals de cairns rondom de walburcht uit de ijzertijd Dún Aonghasa in Ierland.
De huidige traditie vindt zijn oorsprong in de bronstijd. Men had de gewoonte om doodskisten (of een urn of beenderen) in een steenmannetje te bergen, zodat de kisten een opvallende positie kregen, vaak op een grote hoogte boven het dorp waar de overledene had gewoond.
In IJsland ziet men ook vaak gestapelde stenen.
In Kroatië (Dalmatië) en Herzegovina worden steenmannetjes gromila genoemd.
In Scandinavië worden steenmannetjes al eeuwenlang gebruikt voor navigatie. Op IJsland worden ze gebruikt als markering langs paden, veel van deze steenmannetjes zijn nog in het landschap te herkennen alhoewel de paden niet meer bestaan. In Groenland worden steenmannetjes gebruikt als game driving lane naar een game jump (voor rendieren).

## Mythologie en volksverhalen
In de Griekse mythologie worden cairns met Hermes geassocieerd. Volgens een legende werd Hermes door Hera voor het gerecht gedaagd, omdat hij haar favoriete dienaar Argus Panoptes had gedood. Alle andere goden dienden als jury en zij kregen stenen. Zij moesten de steen gooien en Hermes werd onder een stapel stenen bedolven.
Cairns zijn, net als andere megalithische monumenten, een bron voor volksverhalen, legendes en folklore. De Sídhe zouden zich ophouden in cairns. Ook elfen en trollen worden in verband gebracht met de megalithische bouwwerken. Carn Cabal wordt in verband gebracht met koning Arthur. Fear Liath More zou in Schotland rond een cairn verschillende mensen de stuipen op het lijf gejaagd hebben.
In een Portugese legende wordt een cairn een moledro genoemd. De stenen zijn betoverde soldaten. Als een steen van de stapel wordt genomen en onder een kussen wordt gelegd, zal de volgende ochtend een soldaat verschijnen. Na een kort ogenblik zal de soldaat weer in een steen veranderen en op magische wijze terugkeren naar de stapel stenen.

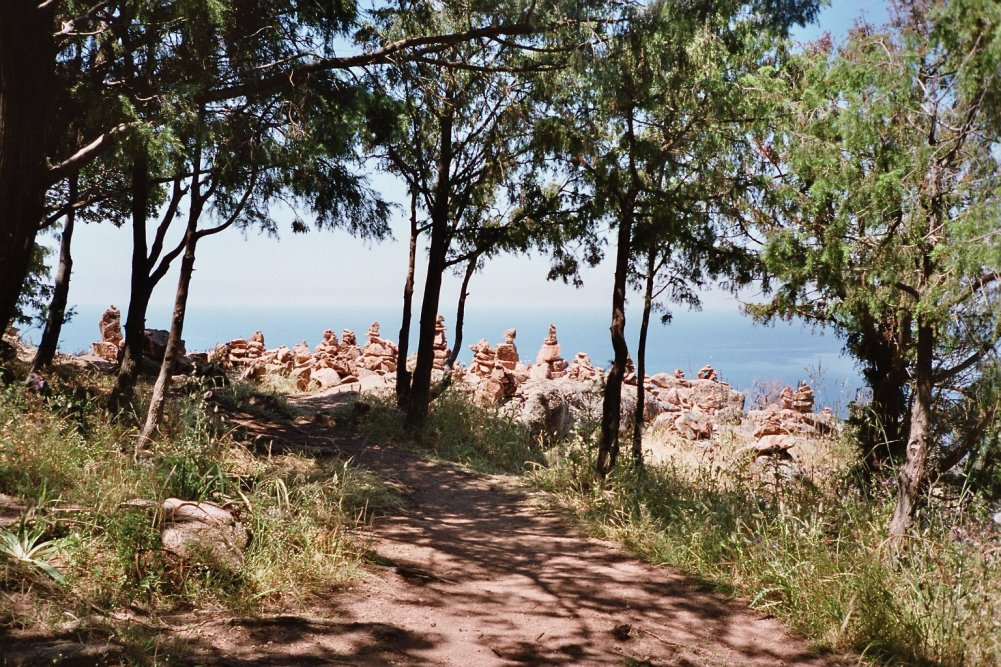
Een verzameling steenmannetjes op het eiland Corsica
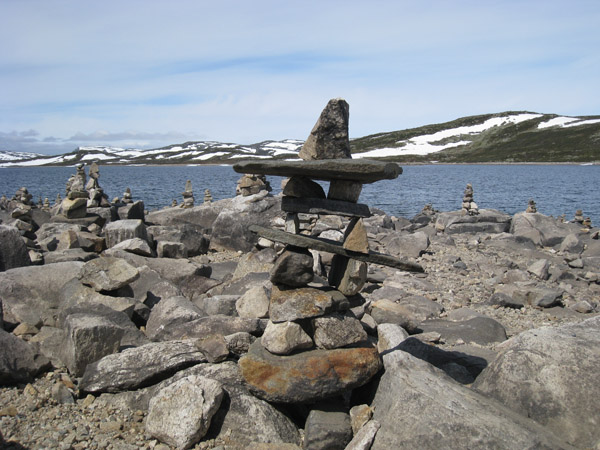
Een steenmannetje op Hardangervidda, Noorwegen
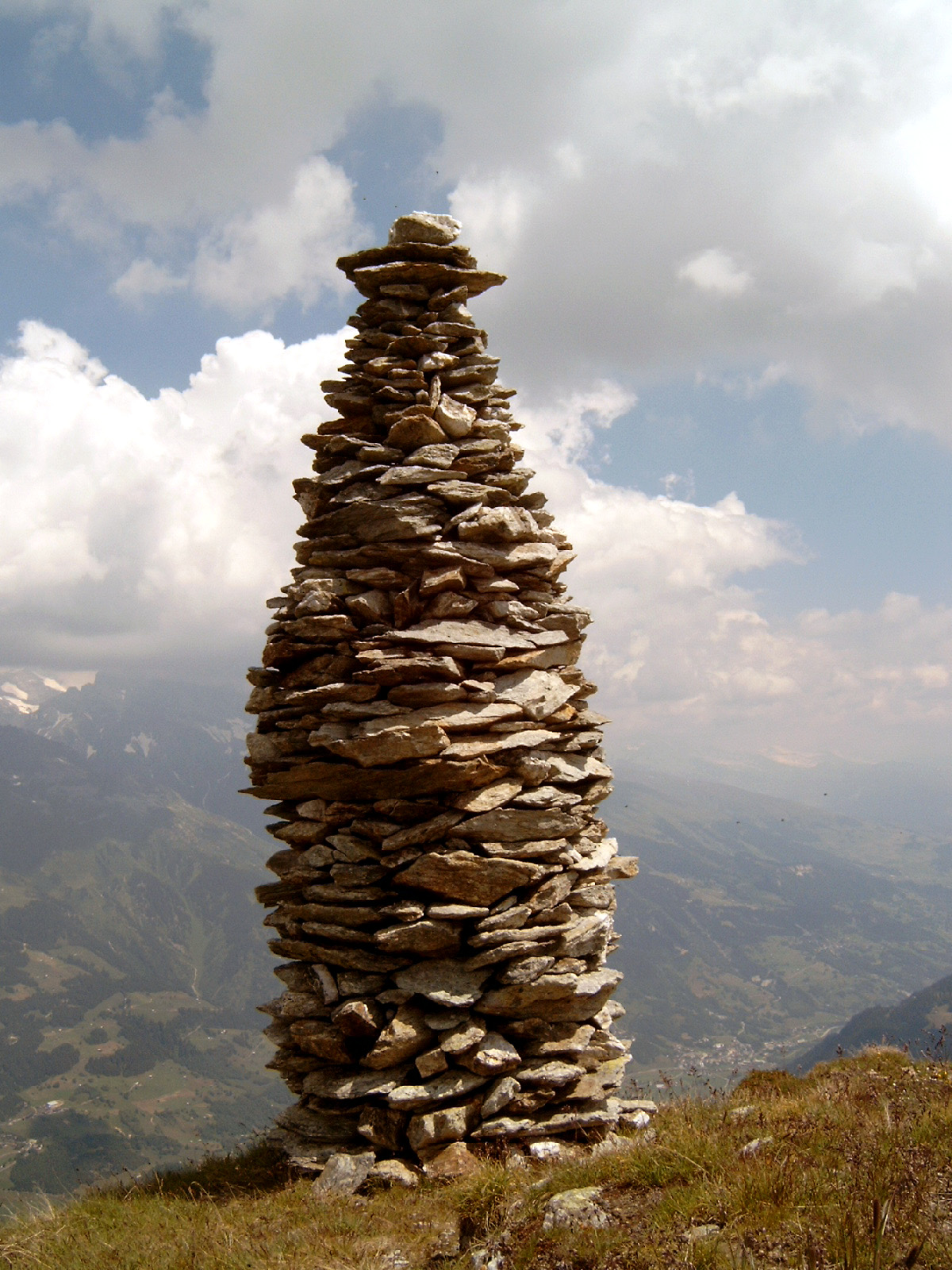
Een steenmannetje in Graubünden, Zwitserland
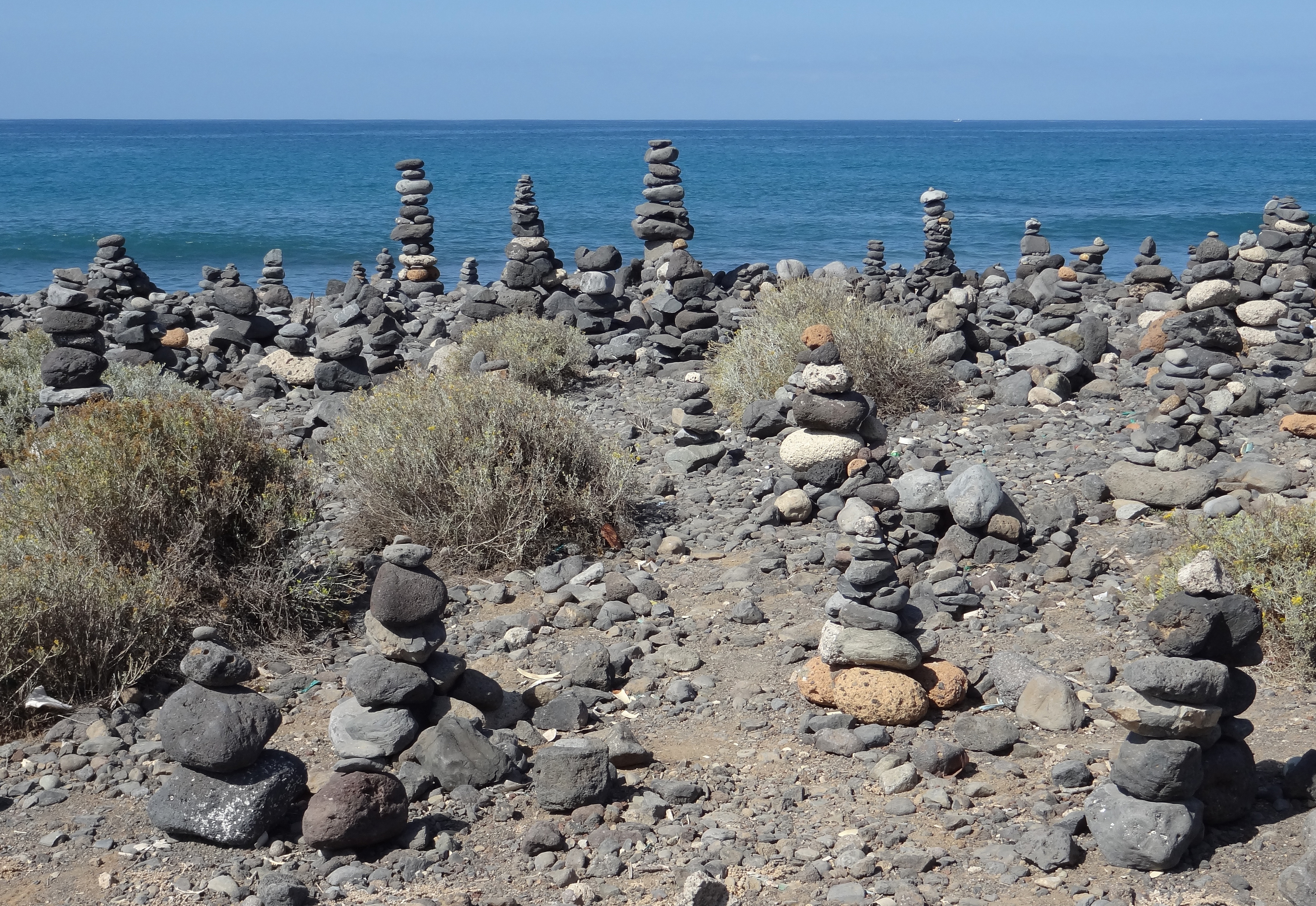
Een veld met steenmannetjes in Tenerife
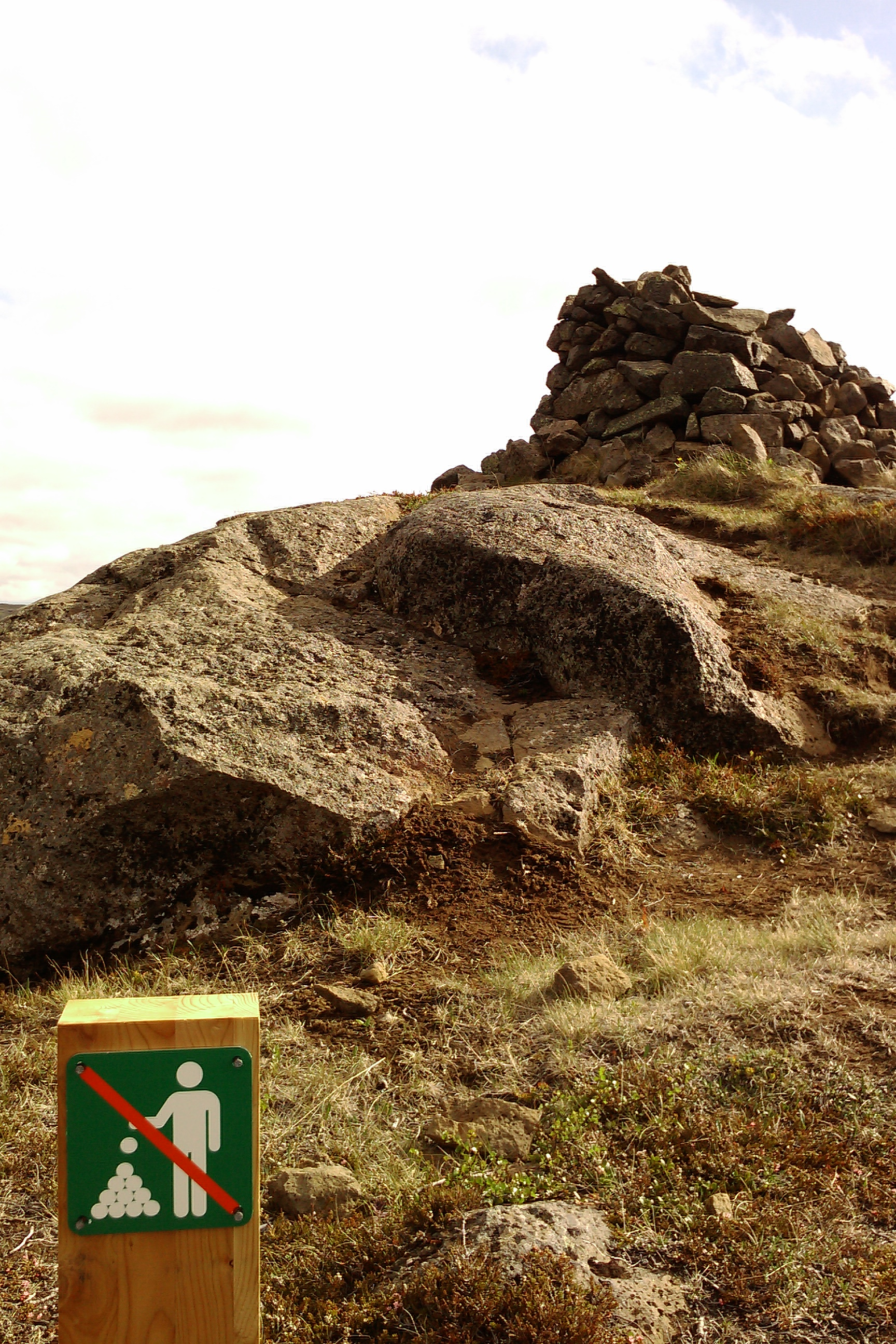
Het bord geeft aan hier geen steenmannetjes te maken, IJsland

## Waarschuwing
Onder invloed van sociale media en toenemende toerisme worden er op sommige plaatsen massaal steenmannetjes gebouwd. Natuurverenigingen en managers van nationale parken roepen op om te stoppen met het bouwen van steenmannetjes. Waar de steenmannetjes ter oriëntatie dienen kunnen nieuwe steenmannetjes desoriënteren. Daarenboven leven er dieren onder de stenen en beschermen de stenen de bodem tegen erosie.

## Trivia
- Sinds 12 mei 2007 verwijst het logo van Scouts en Gidsen Vlaanderen door de schikking van letters in de vorm van een stapel stenen naar een steenmannetje: een baken dat de scouts en gidsen spelenderwijs door avonturen leidt.
- Ook in Canada is het een gangbaar object, en in 2010 was het dan ook het logo voor de Olympische Spelen van Vancouver. Zie Inuksuk.